# Anochetus africanus
Anochetus africanus är en myrart som först beskrevs av Mayr 1865.  Anochetus africanus ingår i släktet Anochetus och familjen myror. Inga underarter finns listade i Catalogue of Life.

## Bildgalleri

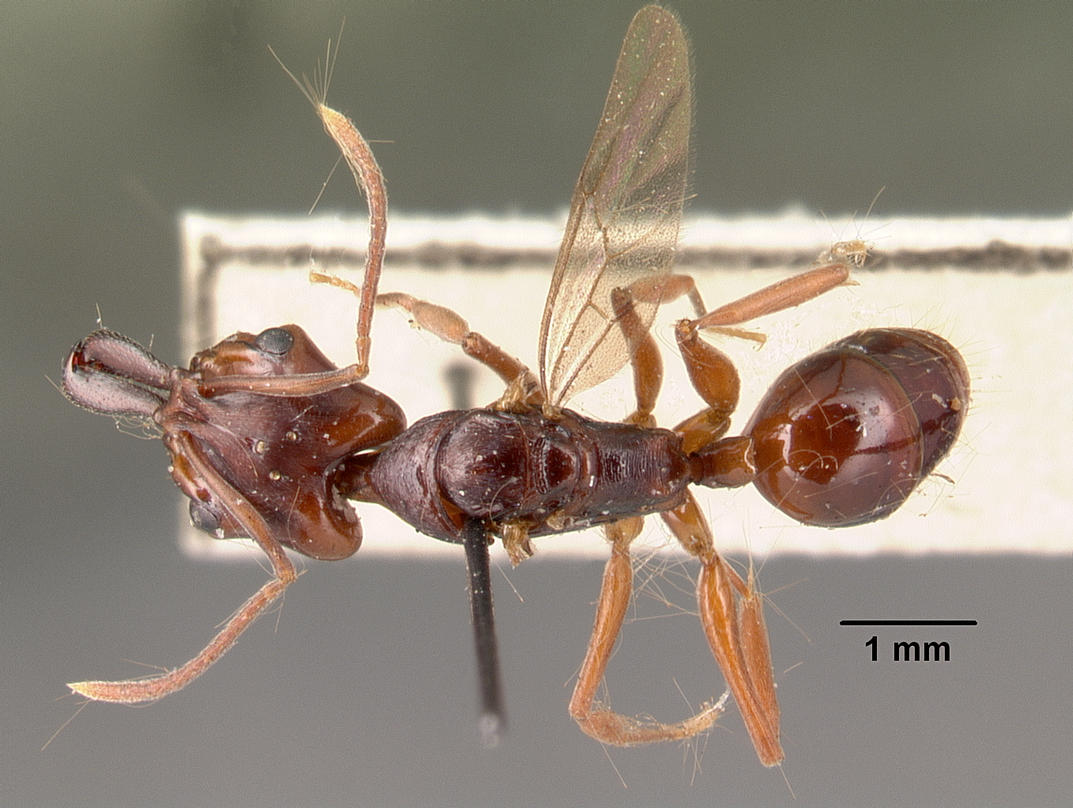
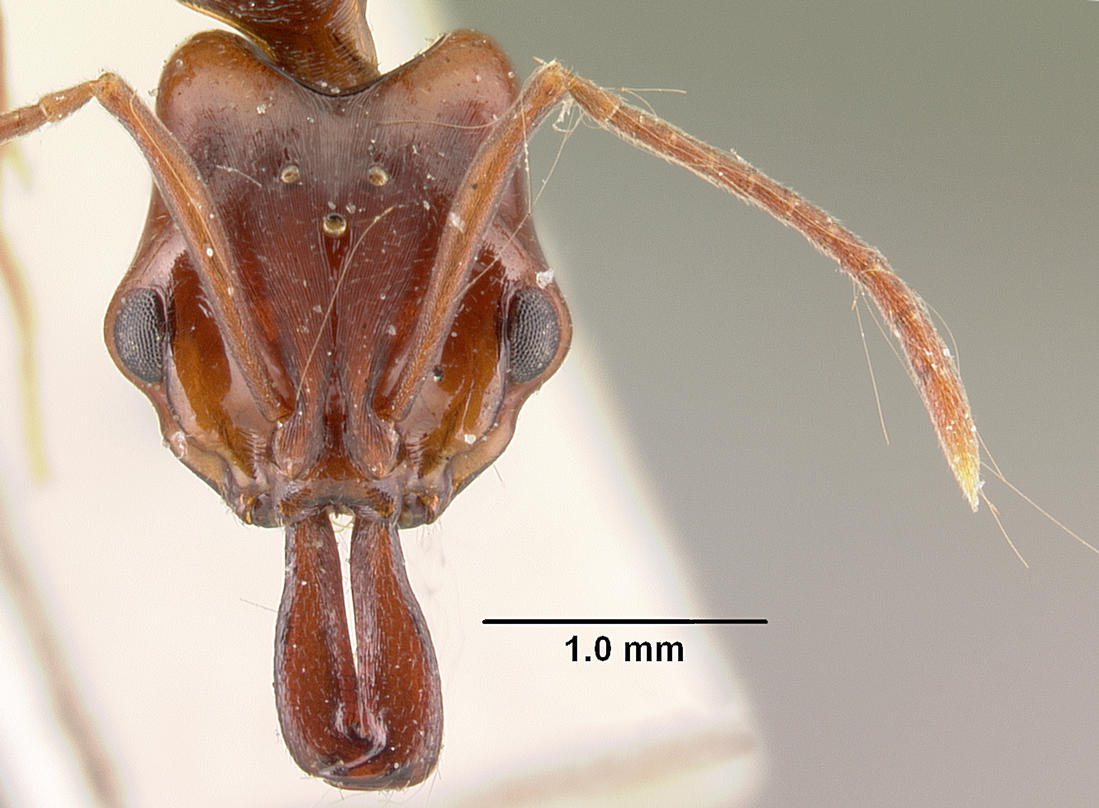
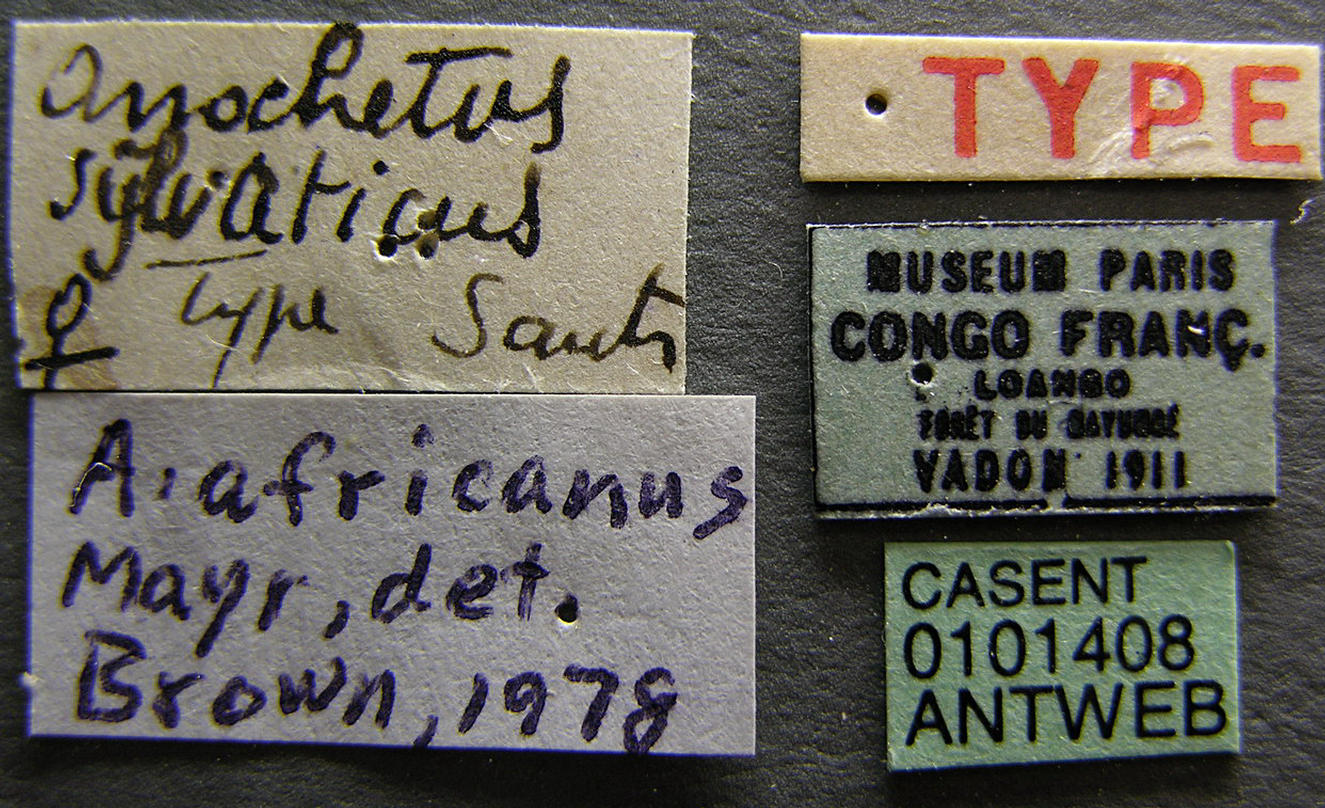
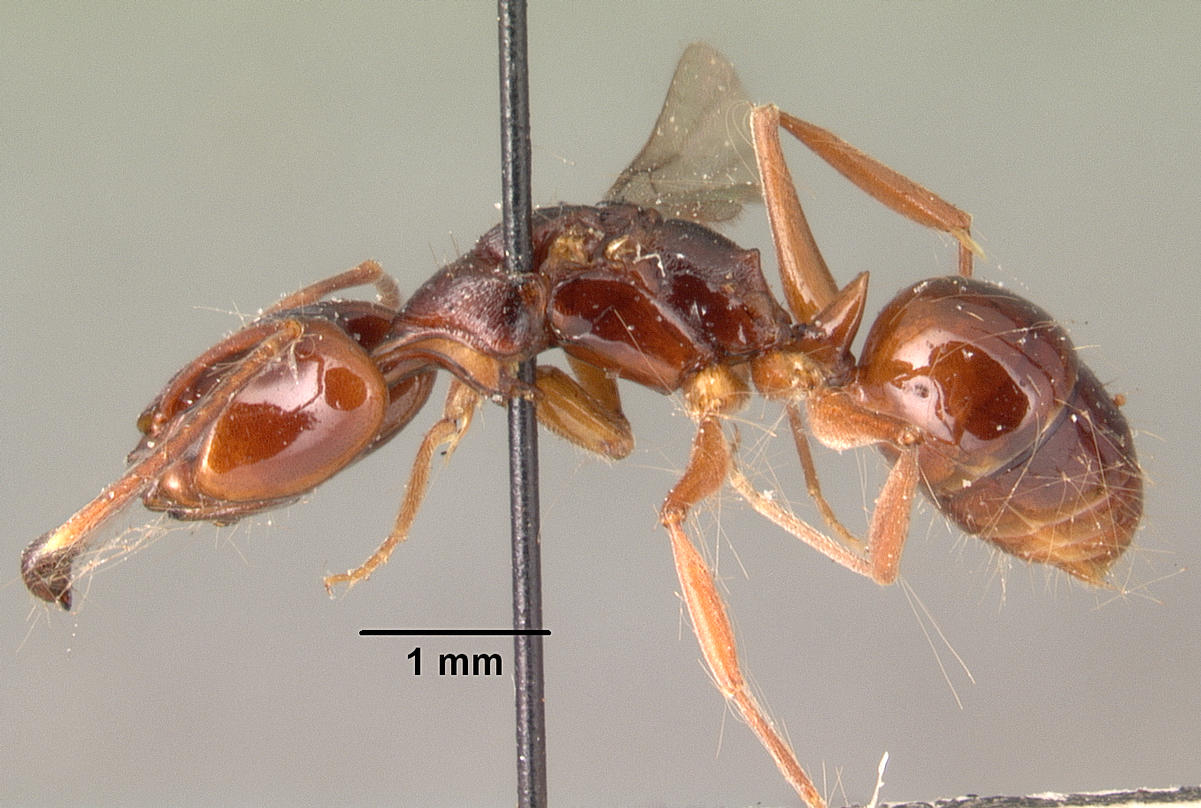
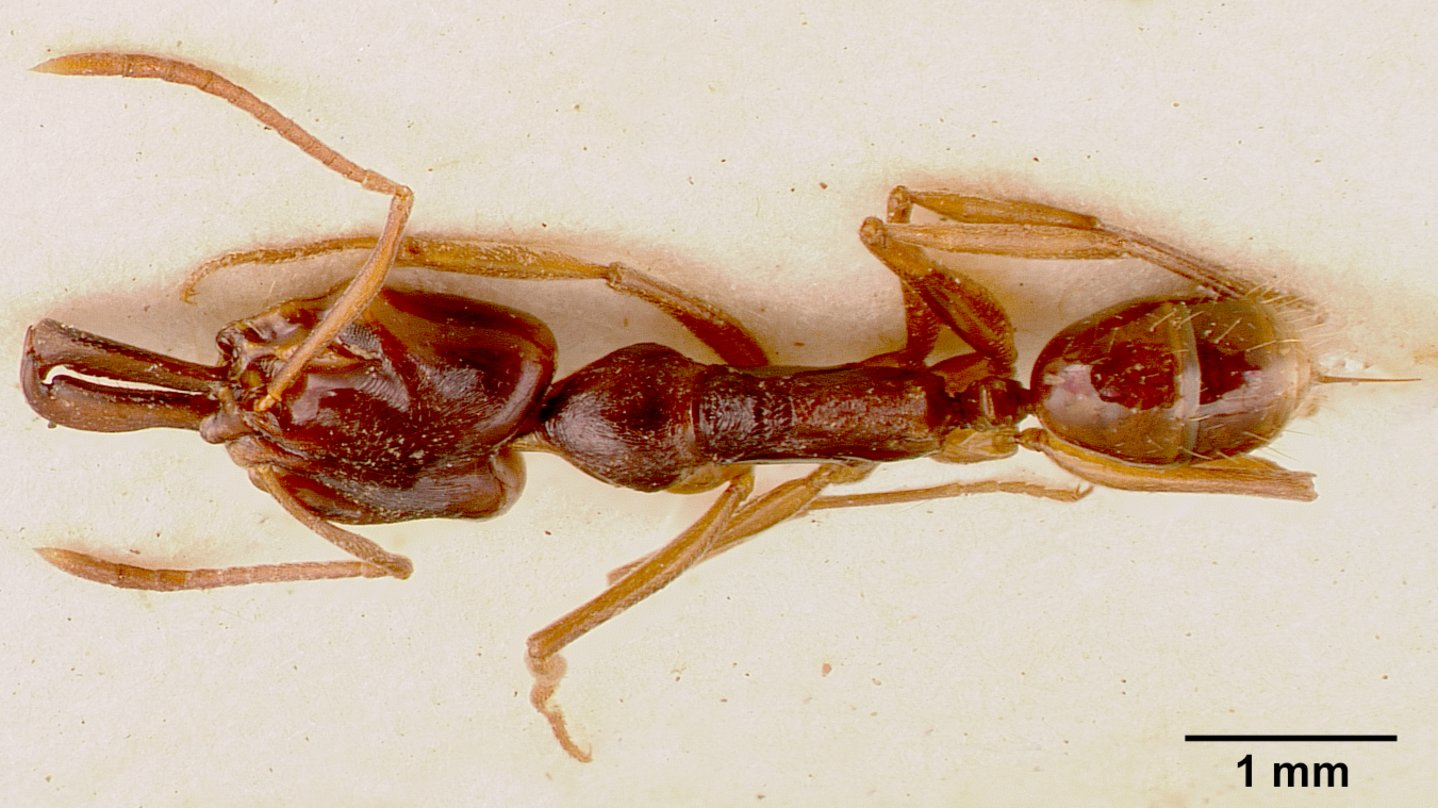
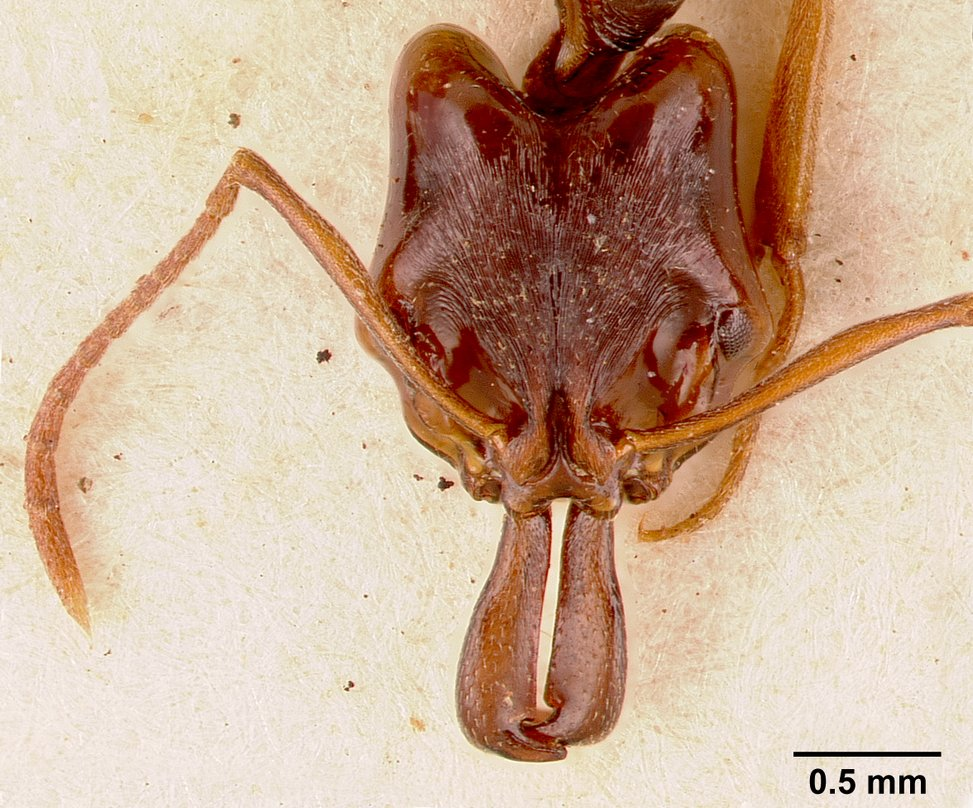